# Абд ал-Малик ибн Маруан
Абд ал-Малик ибн Марван или Абдул-Малик (на арабски: عبد الملك بن مروان‎) е ислямски водач, пети халиф на Омаядския халифат в Дамаск.